# WCW Mayhem
O Mayhem foi um evento de wrestling profissional produzido pela World Championship Wrestling e realizado em Novembros de 1999 e 2000. Encerrou-se após a promoção acabar sendo comprada pela WWE.